# Pteris orbicularis
Pteris orbicularis là một loài dương xỉ trong họ Pteridaceae. Loài này được Houtt. mô tả khoa học đầu tiên năm 1783.
Danh pháp khoa học của loài này chưa được làm sáng tỏ. 